# Copa San Marcos 1984
La Copa San Marcos 1984 primera edición de un torneo cuadrangular internacional amistoso de fútbol, organizado por Deportes Arica, que contó con la participación de los equipos chilenos, Colo-Colo y Cobreloa, campeón y subcampeón del Torneo de primera división 1983, y el equipo peruano Coronel Bolognesi. 
Se desarrolló en mes de septiembre, bajo el sistema de eliminación directa. Los cuatro partidos se jugaron en el Estadio Carlos Dittborn de Arica y el campeón fue el conjunto de Cobreloa.   Los goleadores fueron Severino Vasconcelos de Colo-Colo y Juan José Oré de Coronel Bolonesi con 2 goles cada uno. 

## Datos de los equipos participantes
| Equipo            | Calidad                                                             |
| ----------------- | ------------------------------------------------------------------- |
| Deportes Arica    | Anfitrión y décimo de la Primera División de Chile 1983             |
| Colo-Colo         | Invitado y campeón de la Primera División de Chile 1983             |
| Cobreloa          | Invitado y subcampeón Primera División de Chile 1983                |
| Coronel Bolognesi | Invitado y decimosegundo lugar de la Primera División del Perú 1983 |

### Modalidad
El torneo se jugó dos fechas, bajo el sistema de eliminación directa, así el tercer y cuarto lugar lo definen los equipos que resultaron perdedores en la primera fecha y la final enfrenta a los dos equipos ganadores de la primera fecha, resultando campeón aquel equipo que ganó sus dos partidos.

## Partidos

### Semifinales
| 4 de septiembre de 1984 | Cobreloa         | 1:0 | Deportes Arica | Estadio Carlos Dittborn, Arica                           |                                                          |
|                         | Enzo Escobar 87' |     |                | Asistencia: 4.567 espectadores Árbitro(s): Edmundo Lemus | Asistencia: 4.567 espectadores Árbitro(s): Edmundo Lemus |

| 4 de septiembre de 1984 | Colo-Colo                                            | 3:1 | Coronel Bolognesi | Estadio Carlos Dittborn, Arica                                 |                                                                |
|                         | Severino Vasconcelos 3', 52' · Cristian Saavedra 43' |     | Juan José Oré 42' | Asistencia: 4.567 espectadores Árbitro(s): Carlos Robles Mella | Asistencia: 4.567 espectadores Árbitro(s): Carlos Robles Mella |

### Tercer lugar
| 5 de septiembre de 1984 | Deportes Arica                        | 2:1 | Coronel Bolognesi | Estadio Carlos Dittborn, Arica                           |                                                          |
|                         | Miguel Alegre 27' · Jhonny Cortés 60' |     | Juan José Oré 66' | Asistencia: 4.780 espectadores Árbitro(s): Edmundo Lemus | Asistencia: 4.780 espectadores Árbitro(s): Edmundo Lemus |

### Final
| 5 de septiembre de 1984 | Cobreloa                                                 | 3:1 | Colo-Colo             | Estadio Carlos Dittborn, Arica                                 |                                                                |
|                         | Edgardo Soto 34' · Hugo Rubio 38' · Juan Covarrubias 60' |     | Rodrigo Santander 45' | Asistencia: 4.780 espectadores Árbitro(s): Carlos Robles Mella | Asistencia: 4.780 espectadores Árbitro(s): Carlos Robles Mella |
| 1.                      |                                                          |     |                       |                                                                |                                                                |

## Campeón
| Chile              |
| Cobreloa 1º título |